# ادهارا، بنگلادش
ادهارا، بنگلادش (به لاتین: Adhara, Bangladesh) در بنگلادش است که در استان چیتاگونگ واقع شده‌است.